# 多伯卢格-基希海恩
多伯卢格-基希海恩（德語：Doberlug-Kirchhain）是德国勃兰登堡州的市镇，隶属于易北-埃尔斯特县，总面积为150.36平方千米，截至2020年总人口为9062人。